# Hennastrauch
Der Hennastrauch (Lawsonia inermis, Synonyme bzw. Formen: Lawsonia alba (L.) Lam., Lawsonia spinosa L.) ist die einzige Pflanzenart der monotypischen Gattung Lawsonia. Sie gehört zur Subtribus Lagerstroemiinae und zu der Tribus Nesaeeae innerhalb der Familie der Weiderichgewächse (Lythraceae). Die Gattung wurde nach Isaac Lawson (1704–1747) benannt.  Der Hennastrauch ist vielgestaltig.

## Name
Schon den Ägyptern und Griechen war das Gewächs wohlbekannt. Bei den Griechen bezeichnete man den Busch oder Baum κύπρος (kypros) und bereitete aus dessen Blüten ein wohlriechendes Öl. Die Römer übernahmen die griechische Bezeichnung und Plinius der Ältere erwähnt die Pflanze sowie dessen Öl in seiner Naturalis historia unter der Bezeichnung cypros. Das Hennaöl wurde von Plinius cyprinum genannt. Im Mittelalter traten dann mittellateinische Bezeichnungen wie Ciprus sowie Alcanna, Alchenna u. ä. in Erscheinung.
Allerdings wurde früher unter dem Namen Alkanna nicht nur Lawsonia inermis allein bezeichnet, sondern ebenfalls die zur Farbstoffgewinnung verwendete Pflanzenart namens Alkanna tinctoria, die Schminkwurz. Die Bezeichnung Alkanna sowie der heute gebräuchliche deutsche Name Henna leiten sich beide von dem arabischen Namen (arabisch الحناء, DMG al-ḥinnāʾ, türkisch kına) her.
Martin Luther hatte in seiner Bibelübersetzung vom Hohelied Salomos die Pflanze, die in der Vulgata Botrus cypri heißt, als "drauben Copher" (Trauben Kopher) bezeichnet. In dem 1725 in Utrecht von Salomon Pfister herausgegebenen "Hierophyticon" des Professors, Theologen und Abtes Matthaeus Hiller wird darauf hingewiesen, dass es sich bei dieser Pflanze um die Zyperpflanze (also den Hennastrauch) handelt. Die Einheitsübersetzung schreibt an dieser Stelle "Hennablüte".

## Pflanzenbeschreibung

### Habitus und Blätter

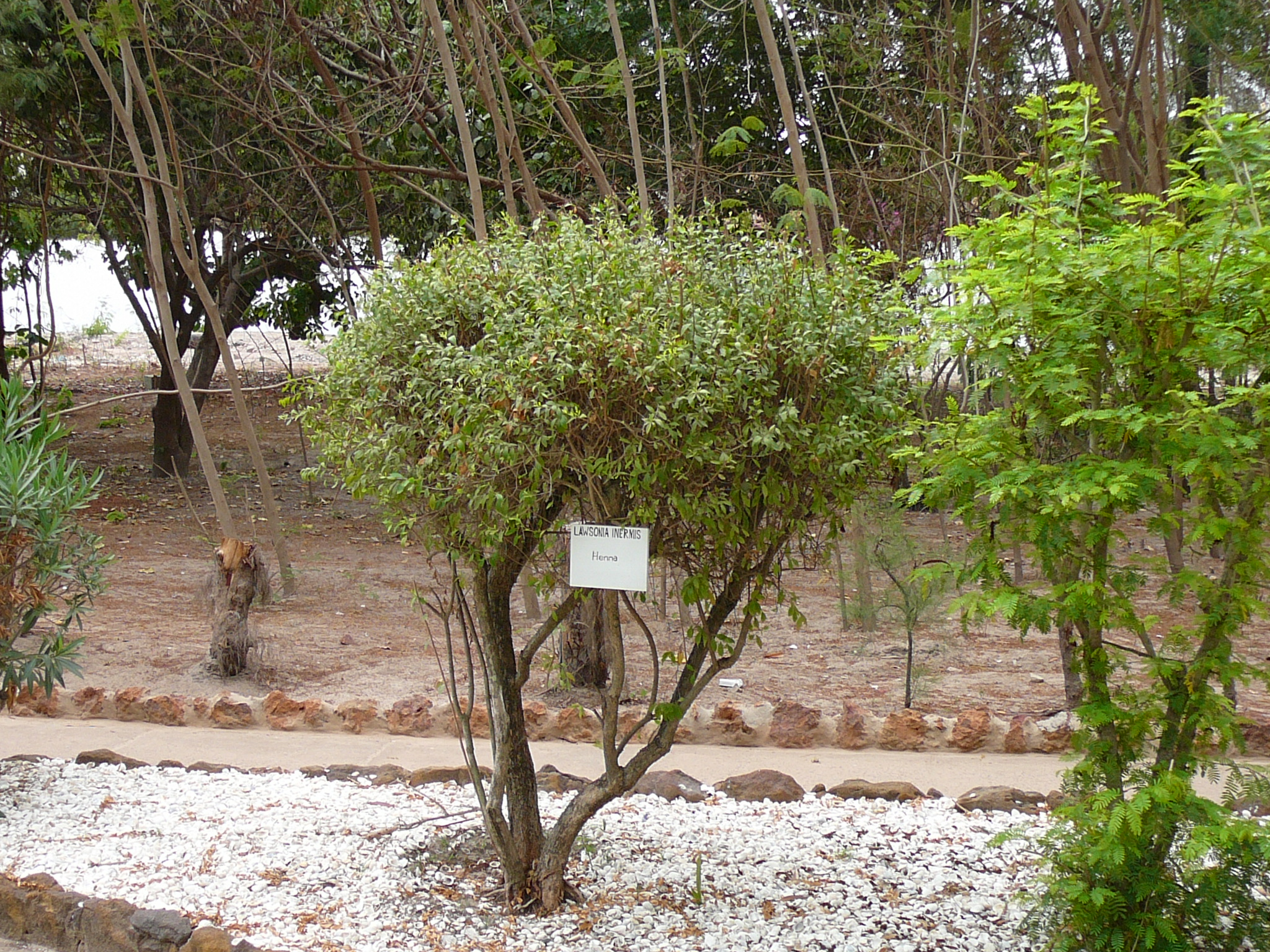
Bild eines Hennastrauches in einem Garten in Gambia

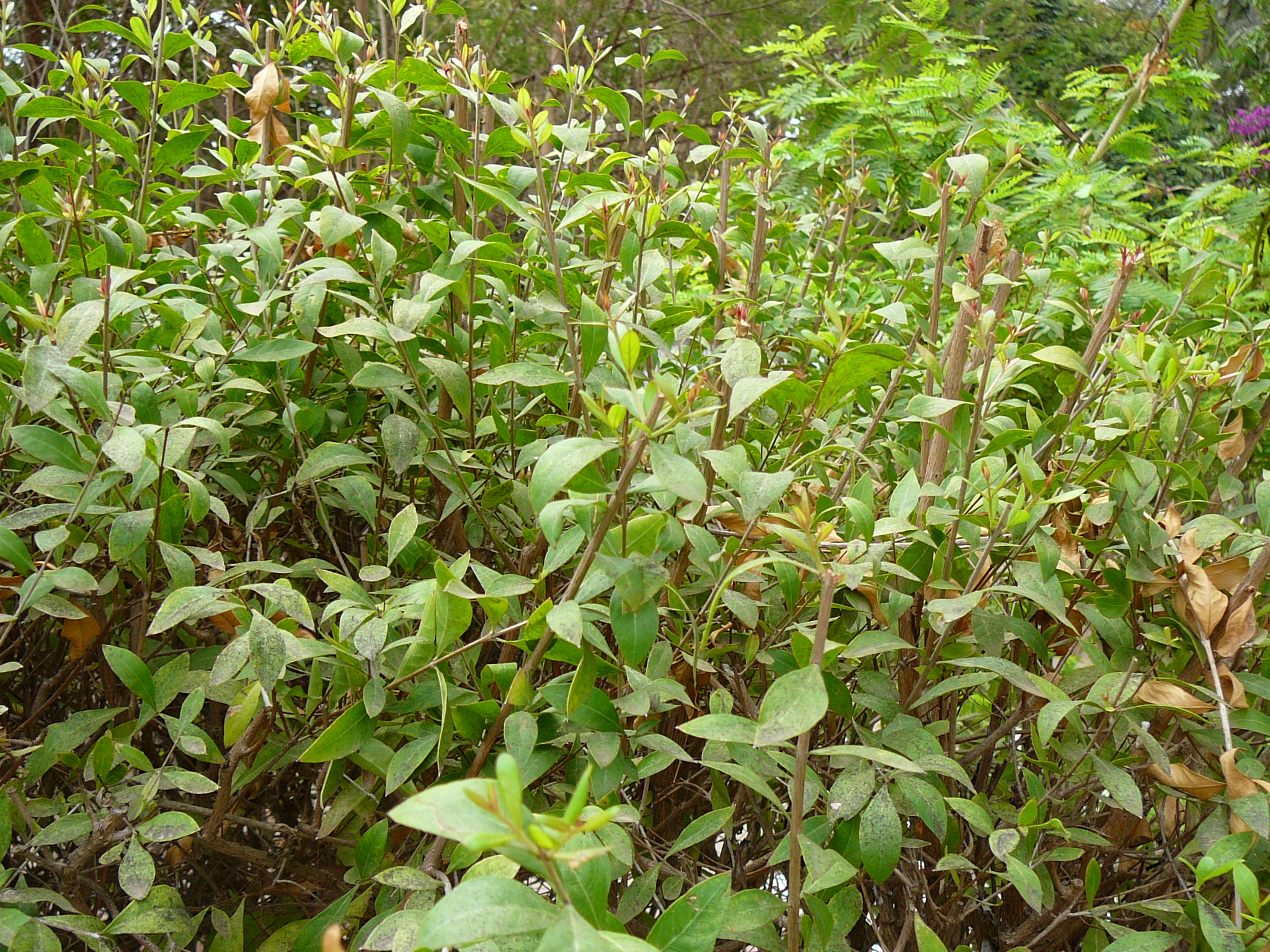
Junge Zweige

Der Hennastrauch ist ein duftender, laubabwerfender, reich verzweigter Strauch oder kleiner Baum mit steifen, breit ausladenden Zweigen, der Wuchshöhen von 1,5 bis 8 Metern erreicht. Zum Teil befinden sich an kleineren Ästen Kurztriebe mit Dornen, meist ist der Hennastrauch unbewehrt („wehrlos“, lateinisch: inermis). Die dünne Rinde hat eine weißliche bis gräulich-braune Farbe.
Die kurz gestielten Laubblätter sitzen gegenständig an den Zweigen angeordnet. Die fast sitzenden bis kurz gestielten, kahlen, ganzrandigen, eiförmigen bis verkehrt-eiförmig oder elliptischen, dünnledrigen Blätter sind an beiden Enden spitz und feinstachelspitzig, 8 bis 44 mm lang und 2 bis 20 mm breit. Es sind winzige und meist abfallende Nebenblätter vorhanden.

### Blütenstände, Blüten und Früchte
Die Hauptblütezeit des Hennastrauchs reicht von Oktober bis November, er kann aber die meiste Zeit des Jahres blühen. In endständigen, großen, sympodial verzweigten, 3 bis 22 cm lang rispigen Blütenständen stehen viele Blüten zusammen. Die Blütenstiele sind 2 bis 3,5 mm lang. Die zwittrigen, radiärsymmetrischen, vierzähligen Hennablüten mit doppelter Blütenhülle sind nur wenige Millimeter klein und sie duften unterschiedlich stark. Die vier dreieckigen Kelchblätter sind grün-rötlich an einem kleinen Blütenbecher. Die vier 3 bis 4 mm langen und 4 bis 5 mm breiten, breit-eiförmigen, nierenförmigen, am Rand eingerollten Kronblätter geben den Blüten ein zerknittertes Aussehen; ihre Farbe ist je nach Varietät unterschiedlich: weißlich, gelb, rosa (Lawsonia inermis var. rubra) und rötlich (Lawsonia inermis var. miniata). Die acht paarweise stehenden Staubblätter sind länger als die Kronblätter, die Staubfäden sind etwa 4 mm lang. Der einzelne blassgrüne und mehrkammerige, halboberständige Stempel endet in einer kopfigen Narbe.
Die kugelförmigen, etwa erbsengroßen und rötlich-grünen, später bräunlichen, unregelmäßig aufreißenden oder nicht öffnenden Kapselfrüchte mit beständigem Kelch und Griffelresten weisen einen Durchmesser von meist 4 bis 8 (3 bis 9) mm auf. Sie enthalten zahlreiche pyramidale, kantige und weiche, bräunliche Samen.

### Chromosomenzahl
Die Chromosomenzahl beträgt 2n = etwa 30–34.

## Kultur
Es ist unklar, wo der Hennastrauch sein natürliches Vorkommen hat. Er wächst aber nur in warmen Zonen oder wenn Wärme zugeführt wird. Der Boden sollte trocken bis leicht feucht oder mit guter Drainage ausgestattet sein. Der Hennastrauch benötigt viel Licht. Er kann sowohl mit Samen als auch mit Stecklingen vermehrt werden und ist Schädlingen gegenüber resistent. Die Überwinterung erfordert Temperaturen von wenigstens 12 °C, Frost verträgt der Hennastrauch nicht.
Hennasträucher findet man außerhalb der Oasenplantagen in vielen Innenhöfen, wo sie vor allem wegen der Blüten, die einen betörenden Duft verströmen, gezogen werden. Der Duft der Blüten wird seit Jahrtausenden im Orient geschätzt und in Parfums verwendet („Mohammeds liebster Duft“).

## Nutzung
Angebaut wird Henna in Nord- und Ostafrika sowie in weiten Teilen Asiens. Aus den Blättern des Strauches wird Hennapulver hergestellt, das in den westlichen Industrienationen hauptsächlich zur Färbung der Haare benutzt wird. In der islamischen Welt und in Indien wird Henna hauptsächlich zum Färben der Hände und Fußsohlen verwendet. Die naturheilkundliche Anwendung der Pflanze gegen Infektionen und die Schlafkrankheit wurde bis jetzt in klinisch-kontrollierten zweifelsfreien Tests am Menschen nicht nachgewiesen. In mikrobiologischen Untersuchungen zeigte sich eine keimhemmende Wirksamkeit.

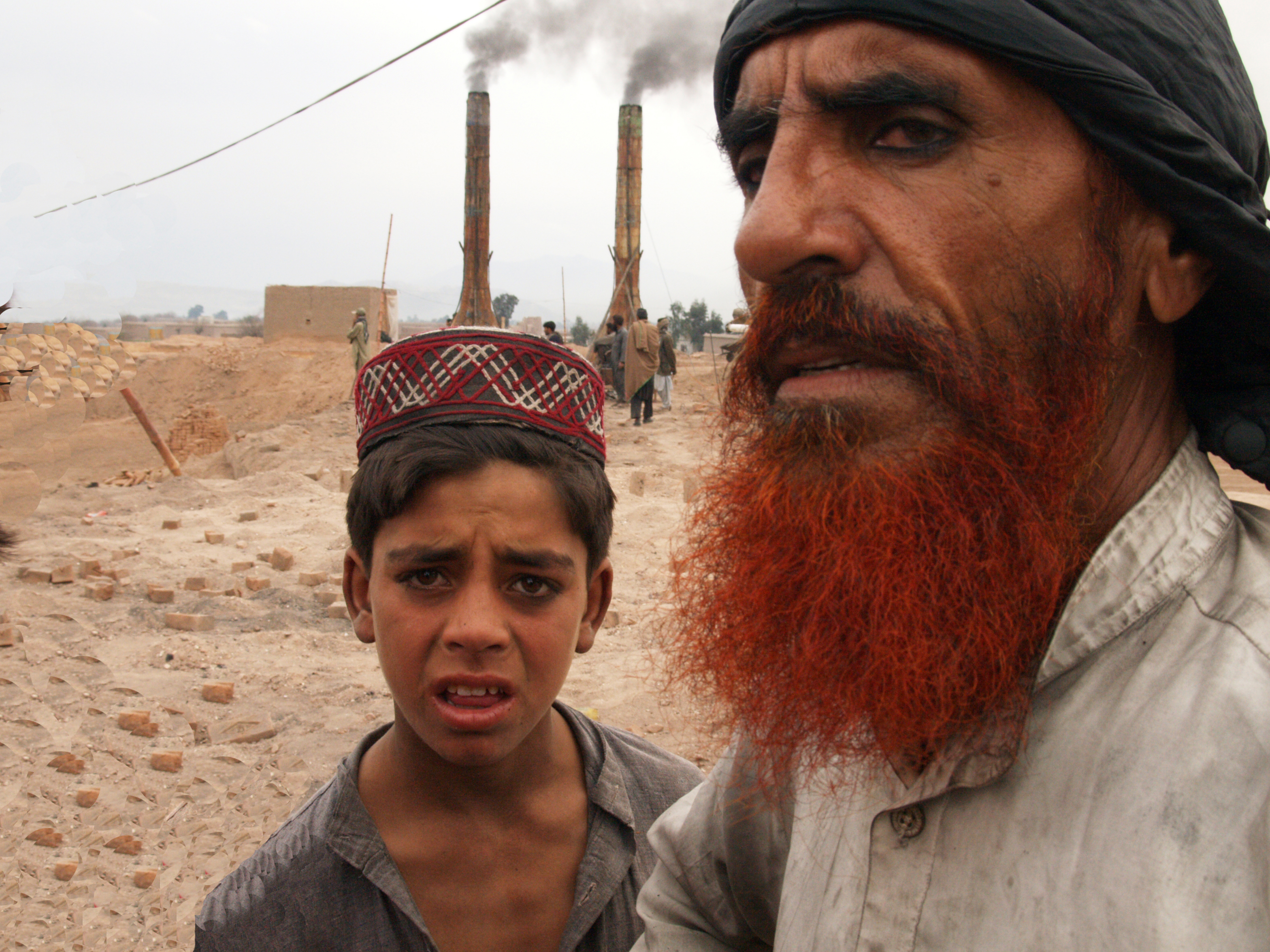
Zwei Paschtunen, die nach der Sunna des Propheten Mohammed Khol tragen. Der Bart des Mannes ist außerdem mit Henna gefärbt.

### Henna
Die zu kosmetischen und rituellen Zwecken aufgebrachten Bemalungen mit Henna sind schon seit dem Altertum bekannt. So wurden in Ägypten Mumien mit Henna-Bemalungen gefunden. In Indien, dem Vorderen Orient und Nordafrika wird Henna auch heute noch bei Festtagen und Festlichkeiten wie Hochzeit und Beschneidung zu filigranen Körperverzierungen an Händen und Füßen benutzt (siehe Mehndi). Man kann auch keratinhaltige Stoffe wie Wolle oder Seide damit einfärben. Seit Stars wie Madonna es in den späten 1990er Jahren in der westlichen Kultur in Mode brachten, wird es auch zum Einfärben der Oberhaut verwendet, um Henna-Tattoos zu erzeugen.

### Gewinnung von Henna

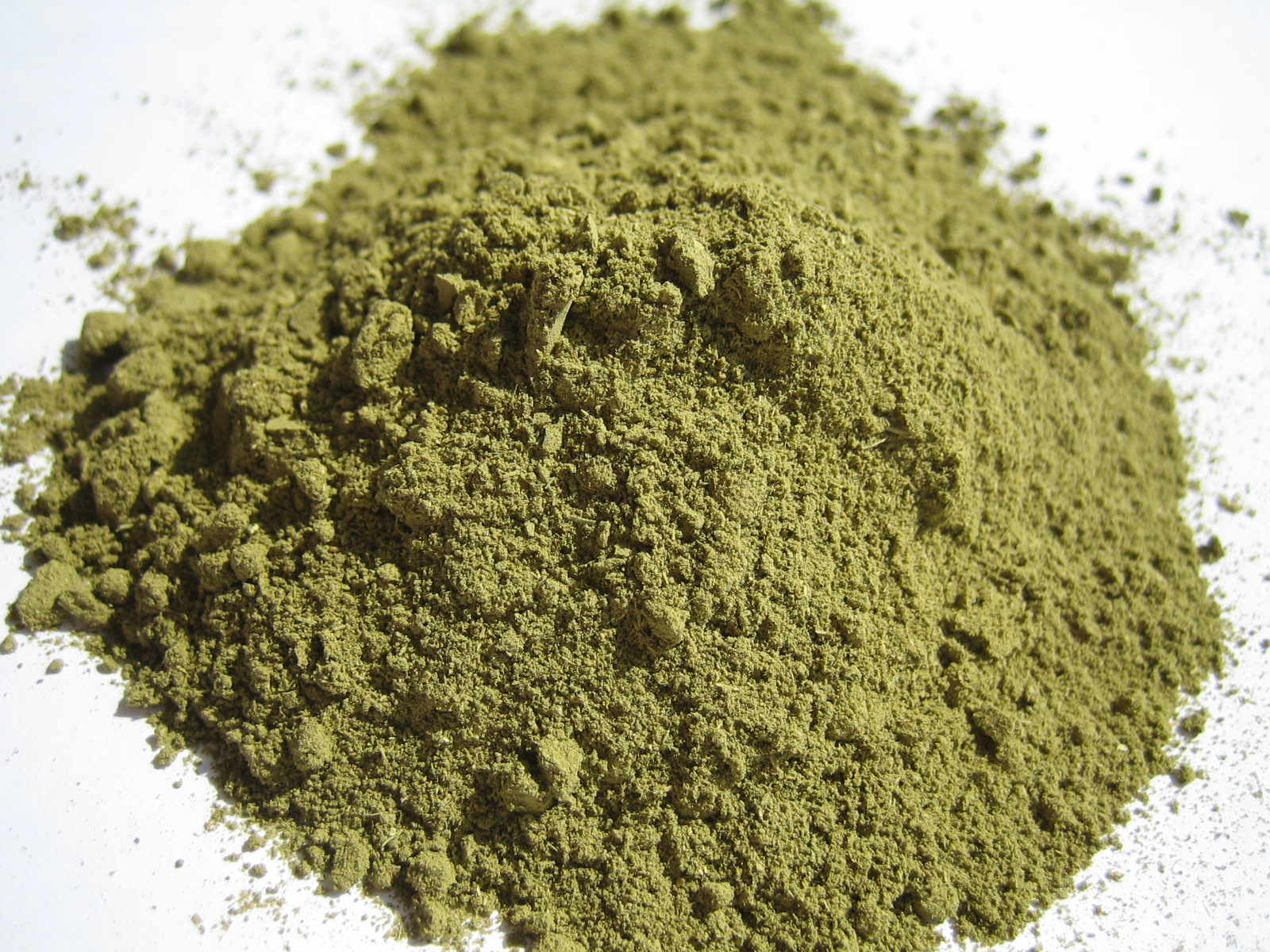
Hennapulver

Henna wird aus den getrockneten und zerriebenen bzw. zermahlenen Blättern des Hennastrauches (Lawsonia inermis) gewonnen. Geerntet werden sie, indem sie von den Zweigen abgestreift werden. Um den in den Blättern enthaltenen roten Farbstoff nutzen zu können, müssen sie an einem dunklen schattigen Ort getrocknet (Sonnenlicht zerstört den Farbstoff) und zu Pulver vermahlen werden.

### Henna-Farben
Je nach Qualität des Hennapulvers sowie Art und Weise der Anwendung variiert der Farbton, der auf Haut und Haar erzielt werden kann, zwischen hellem Orange und dunklem Mahagonirotbraun.
Allerdings werden unter dem Begriff Henna sehr oft Mischungen mit anderen farbgebenden Pflanzenbestandteilen angeboten, die blond, braun oder schwarz färben sollen, allerdings ist darin häufig kaum Henna enthalten. Da Henna in Deutschland als ein Haarfärbemittel gilt, ist es erlaubt und üblich, vielen auf dem Markt befindlichen Hennaprodukten entweder synthetische Farbstoffe oder Beizen (Farbverstärker wie das Natriumpikramat (engl. sodium picramate) eine aromatische Nitroamino-Verbindung, die das Erbgut schädigen kann) zuzusetzen, um eine schnelle und sichere Färbung zu gewährleisten. Diese können für die allergieauslösende Wirkung der Produkte verantwortlich sein. Der Hennafarbstoff Lawson selbst ist kein starker Sensibilisator. Sowohl tierexperimentelle Untersuchungen zur Bestimmung des Sensibilisierungsvermögens als auch Tests am Menschen verliefen mit dem reinen Farbstoff negativ. Allerdings ist reines Lawson in Europa nicht in kosmetischen Mitteln zugelassen, da es im Tierversuch toxisch auf Niere und Blutbildung wirkte und die Mutagenität und Genotoxizität nicht ausgeschlossen werden konnten. Besondere Vorsicht ist bei angeblich „schwarzfärbendem Henna“ geboten, da derartige Mischungen die Substanz PPD (p-Phenylendiamin) enthalten können, die schwere allergische Reaktionen auslösen und zu irreparablen Hautschäden führen kann. Der Nachweis des PPD erfolgt in der Regel durch Kopplung der HPLC mit der Massenspektrometrie

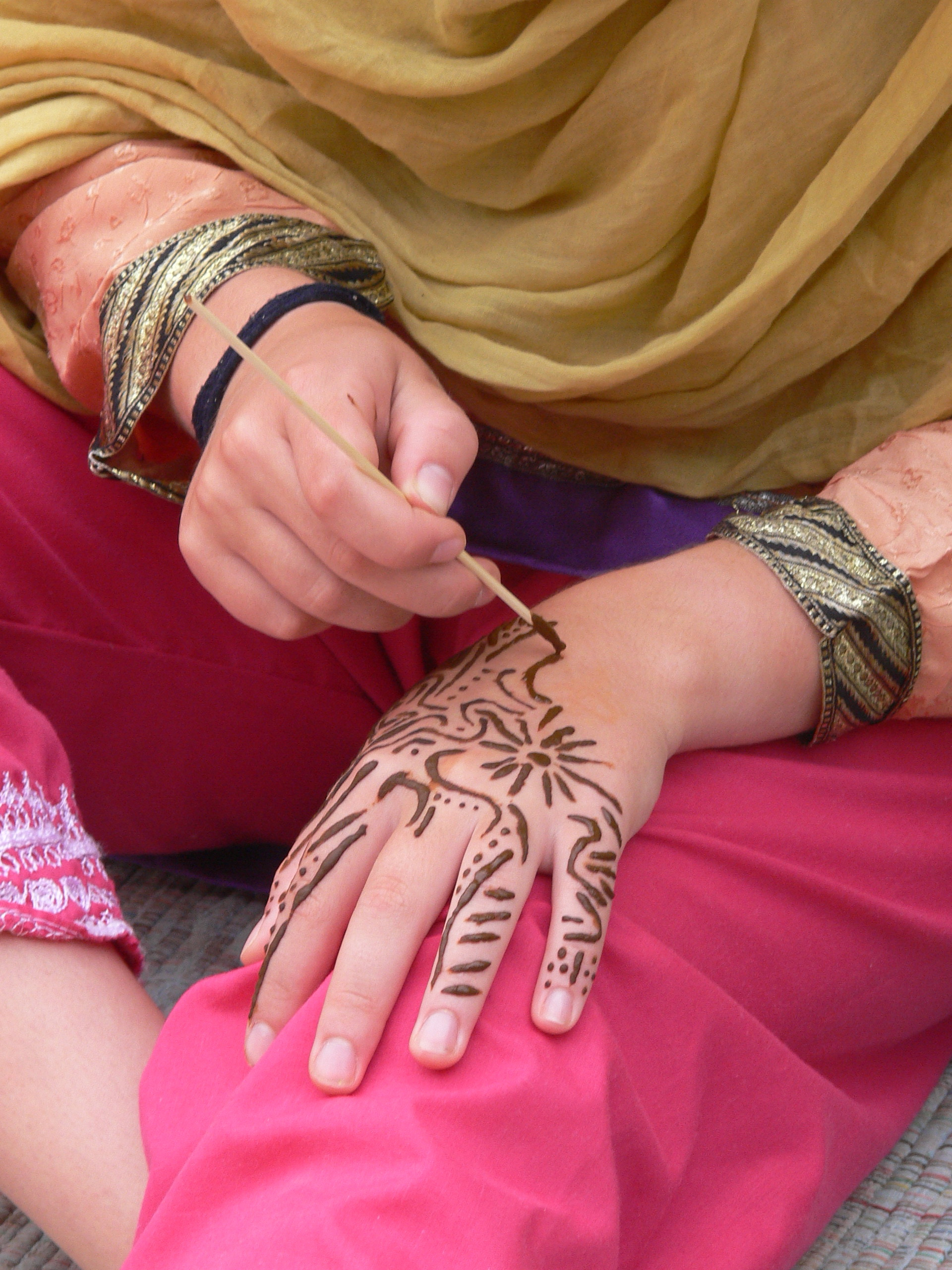
Mit Henna bemalte Hand

### Anwendung von Henna
Für die Färbung müssen die Blätter des Hennastrauches pulverisiert und mit warmem Wasser angerührt werden. Im Verlauf von sechs bis acht Stunden geht Henna dann mit eiweißhaltigen Stoffen wie Haut, Haaren, Wolle oder Seide eine dauerhafte Verbindung ein. Den Farbentstehungsprozess nennt man in der Fachsprache „Aufziehen“ (siehe auch Mehndi). Zusätze wie Wein oder Tee variieren den Farbton des Hennas nur leicht und nicht dauerhaft. In den Ländern Nordafrikas und des Nahen Ostens, in denen Henna traditionell angewendet wird, mischt man dem Henna Indigo bei, um eine schwarze Färbung zu erzielen.
Im Jahr 2024 wurde „Henna: Rituale, Ästhetik und soziale Praktiken“ von der UNESCO für eine Reihe von Ländern in die Repräsentative Liste des immateriellen Kulturerbes der Menschheit aufgenommen.

## Inhaltsstoffe und Pharmakologie
Die zuverlässige qualitative und quantitative Bestimmung der Inhaltsstoffe kann nach angemessener Probenvorbereitung durch Kopplung der HPLC mit der Massenspektrometrie erfolgen. Auch die HPTLC mit densitometrischer Auswertung kann zur Charakterisierung der Inhaltsstoffe herangezogen werden. 

Struktur von Apiin, ein glykosyliertes Flavon

Es konnte gezeigt werden, dass Lawson (2-Hydroxy-1,4-naphthochinon, C. I. 75480) das einzige färbende Prinzip des Hennastrauchs ist, dessen Konzentration in der Pflanze mit 0,5–1,5 % angegeben wird. Neben vielen weiteren Inhaltsstoffen findet sich auch das Glycosid Lawsoniaside (1,2,4-Trihydroxynaphthalin-1,4-di-β-D-glucopyranosid), dessen Aglycon das Lawson ist.
Die dem Lawson zeitweilig nachgesagte krebserregende Wirkung wurde inzwischen widerlegt. Hennablätter enthalten außerdem unter anderem die Verbindungen Apigenin, Luteolin, Apigetrin, p-Cumarinsäure, 2-Methoxy-3-methyl-1,4-naphthochinon und Apiin, die, wie HNQ, jede für sich eine dem Vitamin-C ähnliche antioxidative Wirkung haben.
Aufgrund der Anbauweise in den Ursprungsländern können Teile der Hennapflanze teils größere Mengen der verbotenen Pestizide Lindan, DDT oder DDE enthalten.
Extrakte der Hennablätter, insbesondere der getrockneten Blätter, sind in Laborversuchen wirksam gegen Staphylococcus aureus, Escherichia coli und Pseudomonas aeruginosa, sowie gegen Trypanosomen. Dagegen kann die Anwendung von Henna bei Personen mit einem angeborenen G6PD-Mangel zu lebensbedrohlicher Hämolyse führen.

## Heilkunde und Ethnobotanik
Die Verwendung von Henna als Heilmittel bei Lepra und anderen Hautkrankheiten sowie Pocken, Windpocken, Abszessen und Tumoren reicht bis weit ins Altertum und ist uns unter anderem durch arabische Ärzte überliefert. Das Hennakraut zur Festigung einer Wunde konnte gemäß dem Circa instans auch durch Zimtpulver substituiert werden.
Das allgemeine Wissen um magische Zusammenhänge drückt sich in den orientalischen Ländern in der uralten Vorstellung aus, Henna schütze vor dem „Bösen Blick“ und zeigt sich darin, dass das Einfärben von Händen und Füßen zu allen Gelegenheiten ritualisiert ist, von denen man annimmt, ein Mensch sei in dieser Situation besonders den übelwollenden Kräften des „Bösen Blicks“ ausgesetzt. Das ist bei Geburten, Beschneidungen, Hochzeiten und Tod der Fall.

## Trivia
Das sogenannte neutrale Henna, also das Henna, das nicht färbt, ist in der Regel nicht Henna, sondern besteht in den meisten Fällen aus den zerpulverten Blättern von Senna italica (Syn. Cassia obovata), die zur Familie der Leguminosen gehört.
Henna wird manchmal von Drogenhändlern benutzt, um Haschisch zu strecken.